# Jack and the Beanstalk
Jack and the Beanstalk (bra: Abbott & Costello e o Pé de Feijão) é um filme de comédia musical americano dirigido por Jean Yarbrough e lançado em 1952.